# Wee Papa Girl Rappers
De Wee Papa Girl Rappers was een Brits rap-duo dat gevormd werd door de zussen Sandra en Samantha Lawrence. Het duo was eind jaren ‘80/begin jaren ‘90 actief.

Ze zijn vooral bekend van hun single Wee Rule uit 1988, die in Vlaanderen twee weken op nummer 1 in de Ultratop 50 stond.

## Overzicht
Voordat ze tekenden bij Jive Records, waren de zussen achtergrondzangeres bij Feargal Sharkey.

Sandra Lawrence trad op onder de podiumnaam Total S (uitgesproken als: total es) en Samantha Lawrence als T-Y-Tim (uitgesproken als: tie-waay-tim).

De Wee Papa Girl Rappers zijn vooral bekend van hun single "Wee Rule", die meer geïnspireerd was door reggae en dancehall dan door rap/hiphop.

'Wee Rule' bereikte in oktober 1988 de zesde plaats in de UK Singles Chart.

In België stond het nummer eind 1988 twaalf weken in de Ultratop 50 stond, waarvan twee weken op nummer 1.

In Nederland stond  'Wee Rule' eind 1988 twaalf weken in de Top40, waarvan vier weken op nummer 2 (twee weken achter Teardrops van Womack & Womack en twee achter Orinoco Flow van Enya),
Een andere single, "Heat it Up" met 2 Men and a Drum Machine bereikte in juni 1988 nummer 21 in de UK Singles Chart. Dat nummer bevatte een acid house/techno stijl remix van Kevin Saunderson van Inner City.

De Wee Papa Girl Rappers brachten twee albums uit op Jive Records voordat ze begin 1991 uit elkaar gingen. Een comeback als ‘The Wee Papas’ in 1993 werd geen succes.
De naam Wee Papa komt van ‘oui papa’, Saint Luciaans Creools (en Frans) voor ‘ja papa’. Hun vader, die afkomstig was van het Caribische eiland Saint Lucia, zei dat in hun jeugd vaak.
Wee Papa Girl Rappers werkte ook samen met Griekse zanger, Michalis Rakintzis.
Samantha Lawrence (55) overleed in december 2024.

## Discografie

### Studioalbums
| The Beat, the Rhyme, the Noise                                                        | - Uitgebracht: 1988 - Label: Profile Records - Formats: CD, LP, MC | 39 | 39 |
| Be Aware                                                                              | - Uitgebracht: 1990 - Label: Profile Records - Formats: CD, LP, MC | —  | —  |
| "—" nummer dat niet in de hitlijsten is gekomen of niet werd uitgebracht in dat land. |                                                                    |    |    |

### Singles
| 1987                                                                                  | "Rock the Clock"                            | —  | — | —  | —  | —  | —  | —  | —  | —  | -- (alleen uitgebracht als single)  |
| 1988                                                                                  | "Faith"                                     | 60 | — | 11 | 14 | —  | —  | —  | —  | —  | The Beat, the Rhyme, the Noise      |
| 1988                                                                                  | "Heat It Up" (met 2 Men and a Drum Machine) | 21 | — | 15 | 28 | —  | —  | —  | —  | —  | The Beat, the Rhyme, the Noise      |
| 1988                                                                                  | "Wee Rule"                                  | 6  | 4 | 2  | 1  | 10 | 12 | 4  | 13 | 17 | The Beat, the Rhyme, the Noise      |
| 1988                                                                                  | "Soulmate"                                  | 45 | — | 25 | 30 | —  | —  | —  | —  | —  | The Beat, the Rhyme, the Noise      |
| 1989                                                                                  | "Blow the House Down"                       | 65 | — | —  | —  | —  | —  | —  | —  | —  | The Beat, the Rhyme, the Noise      |
| 1990                                                                                  | "Get in the Groove"                         | —  | — | 27 | —  | —  | —  | 24 | —  | —  | Be Aware                            |
| 1990                                                                                  | "The Bump"                                  | —  | — | —  | —  | —  | —  | —  | —  | —  | Be Aware                            |
| 1991                                                                                  | "Best of My Love"                           | —  | — | —  | —  | —  | —  | —  | —  | —  | Be Aware                            |
| 1992                                                                                  | "Wee Are the Girls" (als The Wee Papas)     | —  | — | —  | —  | —  | —  | —  | —  | —  | -- (alleen uitgebracht als singles) |
| 1994                                                                                  | "Wherever You Go" (als The Wee Papas)       | —  | — | —  | —  | —  | —  | —  | —  | —  | -- (alleen uitgebracht als singles) |
| "—" nummer dat niet in de hitlijsten is gekomen of niet werd uitgebracht in dat land. |                                             |    |   |    |    |    |    |    |    |    |                                     |